# ایستلیک (کلرادو)
ایستلیک (به انگلیسی: Eastlake) یک منطقهٔ مسکونی در ایالات متحده آمریکا است که در شهرستان آدامز، کلرادو واقع شده‌است. ایستلیک ۱٬۶۰۶ متر بالاتر از سطح دریا واقع شده‌است.